# Prototyla alopecopa
Prototyla alopecopa är en fjärilsart som beskrevs av Edward Meyrick 1933. Prototyla alopecopa ingår i släktet Prototyla och familjen Crambidae. Inga underarter finns listade i Catalogue of Life.